# Hermannus Dallinga

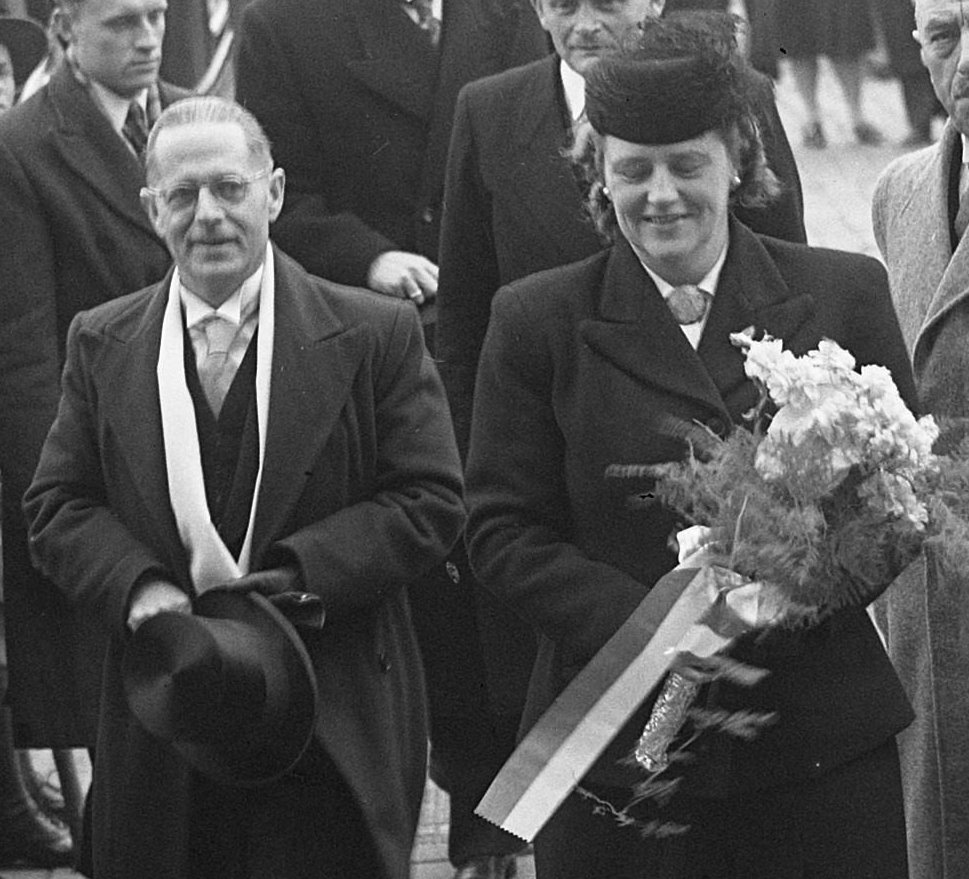
H. Dallinga met echtgenote op de dag van zijn installatie als burgemeester van Diemen (1947)

Hermannus Dallinga (Amsterdam, 14 juli 1896 – 21 oktober 1955) was een Nederlands politicus van de PvdA. 
Hij werd geboren als zoon van Jacob Dallinga (*1862) en Anna Penning (*1862). Zijn vader was godsdienstonderwijzer en daarna predikant. Zelf was hij van 1914 tot 1918 gemobiliseerd en rond 1922 werd hij als reserve eerste luitenant gedetacheerd in het toenmalige Nederlands-Indië. Hij werd daar waarnemend boekhouder bij de gouvernements accountantsdienst en was later werkzaam bij de Dienst der Zout-regie. Vanaf 1928 was hij de gemeentesecretaris van Cheribon, West-Java en begin 1941 volgde hij D. Kapteijn op als burgemeester van Menado. Na gedetineerd te zijn geweest in een Jappenkamp keerde Dallinga in 1946 terug naar Nederland. In mei 1947 werd hij benoemd tot burgemeester van Diemen. Tijdens dat burgemeesterschap overleed Dallinga in 1955 op 59-jarige leeftijd. Naar hem werd in Diemen de 'Burgemeester Dallingaschool' (later De Octopus) vernoemd.